# Agapanthia schurmanni
Agapanthia schurmanni là một loài bọ cánh cứng trong họ Cerambycidae.